# 河野太郎 (美術家)
河野 太郎（かわの たろう、1907年（明治40年）11月27日 - 2000年（平成12年）8月19日）は、日本の美術家。元徳島大学学芸学部教授。東京美術学校図画師範科卒業。大分県出身。
弟に旧大日本帝国海軍将校で潜水艦機関長として真珠湾攻撃に参加した河野克次がおり、その三男で元自衛隊統合幕僚長の河野克俊は甥にあたる。

## 生涯
1929年に東京美術学校図画師範科を卒業後は、鹿児島県女子師範学校（現鹿児島大学）や徳島県女子師範学校で教諭となった。1950年からは徳島大学学芸学部助教授となり、1952年には同大学教授となった。
その後、東光会展に出品し、東光会委員や東光会徳島県支部長を歴任。1977年から1981年まで徳島県美術家協会会長に就任した。1979年には第五回徳島県文化賞を受賞。
2000年8月19日、慢性気管支炎のため死去。

## 著書
- 『阿波画人名鑑』徳島県教育会出版部〈徳島郷土双書 15〉、1968年7月。
- 『初太郎漂流記』徳島県教育会出版部、1970年10月。
- 『画人守住貫魚 あわせて師広輝、子勇魚、周魚』徳島県出版文化協会〈徳島シリーズ 2〉、1971年9月。